# Argyreia fulvocymosa
Argyreia fulvocymosa är en vindeväxtart som beskrevs av Cheng Yih Wu. Argyreia fulvocymosa ingår i släktet Argyreia och familjen vindeväxter. Utöver nominatformen finns också underarten A. f. pauciflora.